# Лемешева, Мария Николаевна
Мария Николаевна Лемешева (14 августа 1970, Москва) — российская телеведущая, кинообозреватель, журналист, редакционный директор и главный редактор российского издания «КиноРепортёр». Член Международной федерации кинопрессы (FIPRESCI), член Союза кинематографистов России, Экспертного совета Министерства культуры Российской Федерации. Колумнист журналов Marie Claire, Cosmopolitan и Hello, эксперт рубрики «Что смотрите» на радио «Серебряный дождь». С 2011 по 2018 год возглавляла русскую версию журнала The Hollywood Reporter.

## Биография
Родилась в Москве. Окончила среднюю общеобразовательную школу и музыкальную школу по классу скрипки. С детства серьёзно увлекалась живописью. Окончила филологический факультет МГУ, позже изучала искусствоведение в Цюрихском университете.
Начала свою работу на телевидении на телеканале ТВ-6 в «ТСН» под руководством известного тележурналиста Александра Гурнова. Занимала должность редактора в международном отделе. Затем — корреспондента широкой специализации. «Работая репортёром, приходилось заниматься всем: и на атомной подлодке работать, и, стоя по колено в воде, рассказывать о наводнениях, ездить в колонии строгого режима и мчаться на пожары», — вспоминала впоследствии Лемешева. Позднее стала обозревателем отдела культуры, ведущей новостных выпусков и итоговой программы «Шесть новостей недели».
С 2000 года — специальный корреспондент отдела культуры REN-TV. Неоднократно удостаивалась наград и дипломов Министерства культуры РФ.
С 2002 по 2013 год работала на «Первом канале». Карьеру начала с должности спецкора в Дирекции информационных программ. С 2002 по 2006 год освещала важнейшие культурные события федерального и международного значения в программах «Новости», «Время», «Воскресное время».
С 2003 года по заказу «Первого канала» снимала документально-публицистические фильмы об отечественном кино, о советских и российских актёрах.
С 2007 по 2013 год вела программу «Первого канала» «Другие новости», освещающую события без политики. В 2007 году программа вошла в шорт-лист «ТЭФИ» в номинации «Лучшая информационно-развлекательная программа».
В разное время принимала участие в развлекательных программах «Первого канала» (среди них — «Время обедать», «Модный приговор», «Пусть говорят», «Кто хочет стать миллионером?»). Являлась членом молодёжного жюри программы «Достояние республики» (1-й сезон).
Возглавляла российскую версию американского журнала The Hollywood Reporter с момента запуска в 2011 году до завершения лицензии издания в 2018 году. Российский The Hollywood Reporter — первая в мире лицензионная версия журнала, существующего с 1930 года.
Полностью самостоятельным преемником российского The Hollywood Reporter стал журнал «Кинорепортёр», в котором Мария Лемешева занимает должность главного редактора и редакционного директора. Первый номер вышел в ноябре 2018 года и был торжественно представлен на Санкт-Петербургском международном культурном форуме. Издание сосредоточится на популяризации российского кино, будет активнее знакомить читателей с евразийской киноиндустрией. «Кинорепортёр» ежегодно вручает две премии — «Аванс» и «Событие года».

## Прочая деятельность
Вела мастер-классы для студентов Московского института телевидения и радиовещания Останкино (МИТРО).
В 2010—2011 гг. — автор колонки «Жизненные истории» журнала «Теленеделя».
С 2012 года — эксперт рубрики о кино «Что смотрите» на радио «Серебряный дождь».
В разное время — колумнист журналов Marie Claire, Cosmopolitan, Hello, Posta-magazine, Красота и здоровье. Героиня материалов Vogue, Elle, ОК, People Talk и др.